# Eupithecia kawakamiana
Eupithecia kawakamiana är en fjärilsart som beskrevs av Matsumura 1925. Eupithecia kawakamiana ingår i släktet Eupithecia och familjen mätare. Inga underarter finns listade i Catalogue of Life.